# Dubiaranea mirabilis
Dubiaranea mirabilis is een spinnensoort uit de familie hangmatspinnen (Linyphiidae). De soort komt voor in Ecuador.